# Roland Kenda
Roland Kenda (* 5. Juni 1941 in Schneidemühl; † 24. Dezember 2015) war ein deutscher Schauspieler und Ensemblemitglied des Wiener Burgtheaters.

## Leben
Roland Kenda wurde als Sohn eines Kärntners geboren, seine Mutter stammte aus Schneidemühl (heute Piła in Polen). Sein Vater ging als technischer Direktor eines Wasserflughafens nach Nest an der Ostsee in der Provinz Pommern, wo Roland Kenda die ersten vier Jahre seines Lebens verbrachte. Gegen Ende des Zweiten Weltkrieges flüchtete die Familie über Berlin nach Friedberg in Hessen, wo er in der Theatergruppe seines Gymnasiums spielte. Nach bestandener Aufnahmeprüfung an der Frankfurter Schauspielschule erhielt er sein erstes Engagement in Dortmund, später trat er mit dem Mannheimer Theater auf. Weitere Stationen waren Marburg und Wuppertal.
Nach einem Engagement am Hamburger Schauspielhaus wechselte er 1995 an das Schauspielhaus Wien. Am Wiener Burgtheater war er ab 1998 zu sehen, seine erste Rolle war die des Dr. Pflugfelder in Schnitzlers Professor Bernhardi in der Inszenierung von Achim Benning. Zuletzt war er 2009 im Stück Eine Familie von Tracy Letts sowie 2011 in Tschechows Platonow, beide unter der Regie von Alvis Hermanis, am Akademietheater zu sehen.
Kenda starb am 24. Dezember 2015 nach langer Krankheit im Alter von 74 Jahren.

## Filmografie
- 1983: Frevel
- 1986: Zweikampf
- 1989: Liebe, Tod und Eisenbahn (Fernsehfilm)
- 1991: Im Kreise der Lieben
- 1992: Schattenboxer
- 1994: Doppelter Einsatz – Wanderer im Watt
- 1994: Bella Block: Die Kommissarin
- 1995: Peter Strohm – Blutiger Schnee
- 1995: Bunte Hunde
- 1995: Der Sandmann
- 1995: Bella Block: Liebestod

## Theater-Aufzeichnungen
- 2003: Emilia Galotti, Burgtheater[4]